# Manuskrypt Juniusa

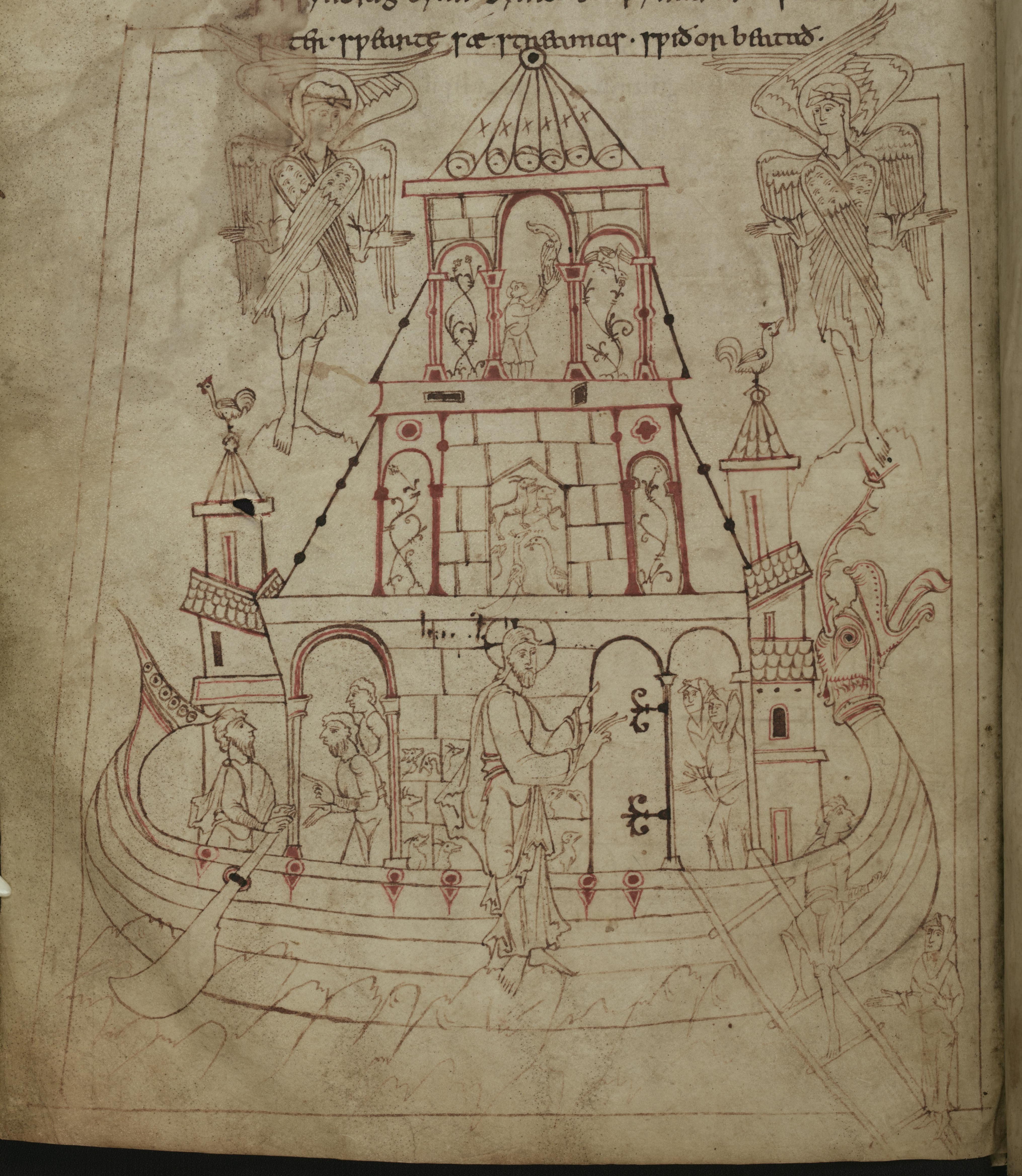
Ilustracja z Manuskryptu Juniusa, przedstawiająca Arkę Noego

Manuskrypt Juniusa, znany też jako Manuskrypt Cædmona – pochodzący z X wieku ilustrowany manuskrypt, zawierający cztery poematy w języku staroangielskim. Obecnie znajduje się w zbiorach Biblioteki Bodlejańskiej (sygnatura MS. Junius 11).
Manuskrypt datowany jest paleograficznie na połowę X wieku. Jako domniemane miejsce jego powstania wskazuje się Canterbury, Malmesbury lub Winchester. Nazwany został na cześć uczonego Franciscusa Juniusa, który w 1651 roku otrzymał księgę od arcybiskupa Jamesa Usshera i zamieszczone w niej utwory ogłosił drukiem w 1655 roku w Amsterdamie. Tradycyjna nazwa manuskryptu odnosi się natomiast do żyjącego w VII wieku poety Cædmona, któremu przez długi czas przypisywano autorstwo zamieszczonych w nim utworów.
Manuskrypt zawiera cztery poematy, których tematyka oparta jest na historiach biblijnych:
- Genesis – liczący 2936 wersów poemat opowiadający o stworzeniu świata i upadku aniołów, kończący się na ofierze Abrahama. Wersy 235–851 są stanowią interpolację do wcześniejszego utworu.
- Exodus – składający się z 590 wersów niedokończony utwór, będący parafrazą Księgi Wyjścia.
- Daniel – niedokończony poemat będący parafrazą Księgi Daniela. Liczy 764 wersy.
- Chrystus i Szatan – liczący 729 wersów poemat opowiadający o upadku aniołów, zstąpieniu Chrystusa do piekieł i kuszeniu Chrystusa na pustyni[2].

Tekst Genesis ozdabia 48 ilustracji, przypisywanych dwóm różnym artystom. Program artystyczny księgi nie został ukończony, w pozostałych trzech poematach pozostawiono puste miejsca, które również miały zostać wypełnione ilustracjami.